# J. P. McGowan
Pour les articles homonymes, voir McGowan.
J.P. McGowan est un acteur, réalisateur, scénariste et producteur américain né le 24 février 1880 à Terowie (Australie), et mort le 26 mars 1952 à Hollywood (États-Unis).

## Biographie
Comme cavalier, il a participé à la seconde guerre des Boers. Arrivé aux États-Unis en 1904, il participa au spectacle sur la guerre à l'Exposition universelle de 1904 à Saint-Louis. Après avoir fait un peu de théâtre, il rejoignit la compagnie Kalem à New York. Membre de la troupe du réalisateur-vedette Sidney Olcott, il tourne à Jacksonville, en Floride, en Irlande, en Égypte et en Palestine. Bon cavalier, il eut ensuite souvent l'occasion de jouer ce rôle à l'écran. Beaucoup de ses films sont des films d'aventure ou des westerns.

## Filmographie

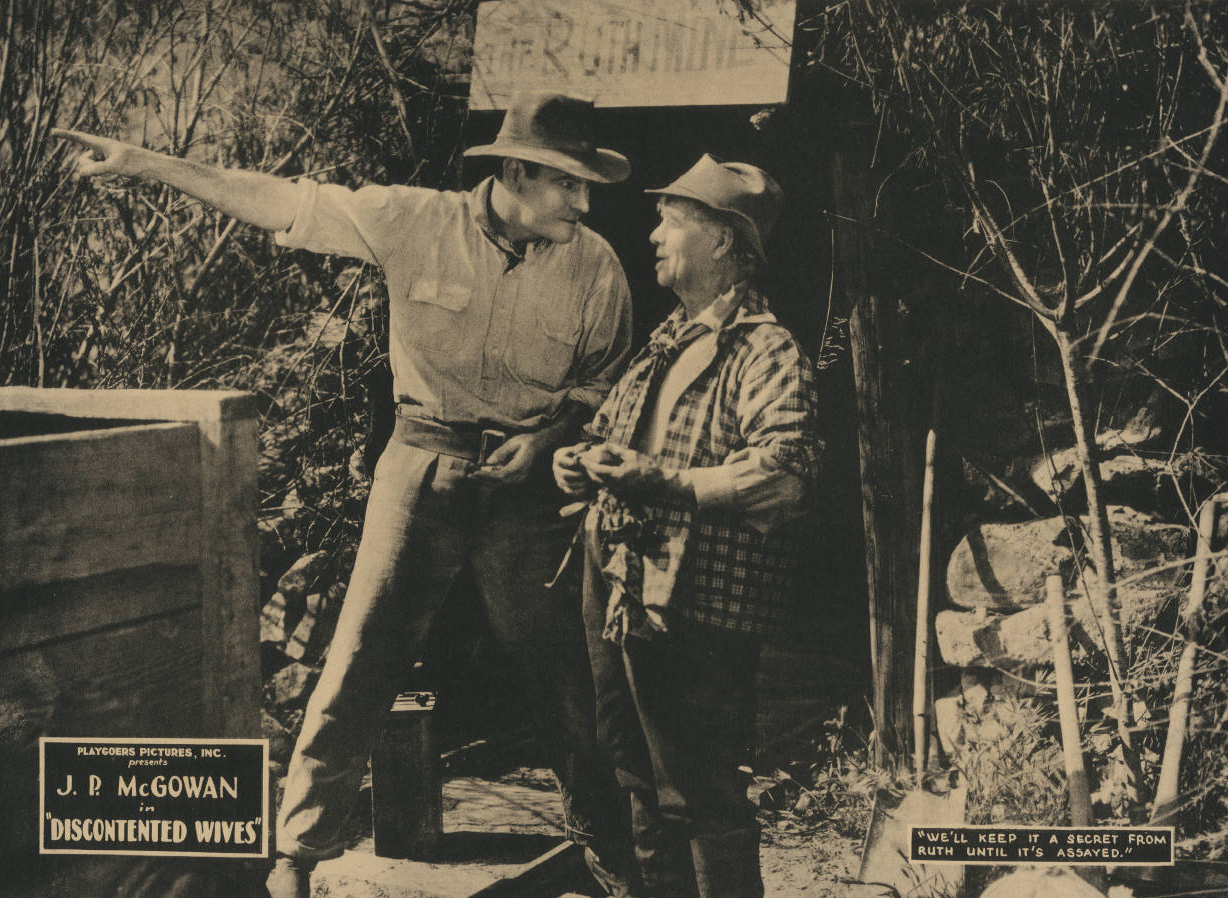
J. P. McGowan dans Discontented Wives (1921)

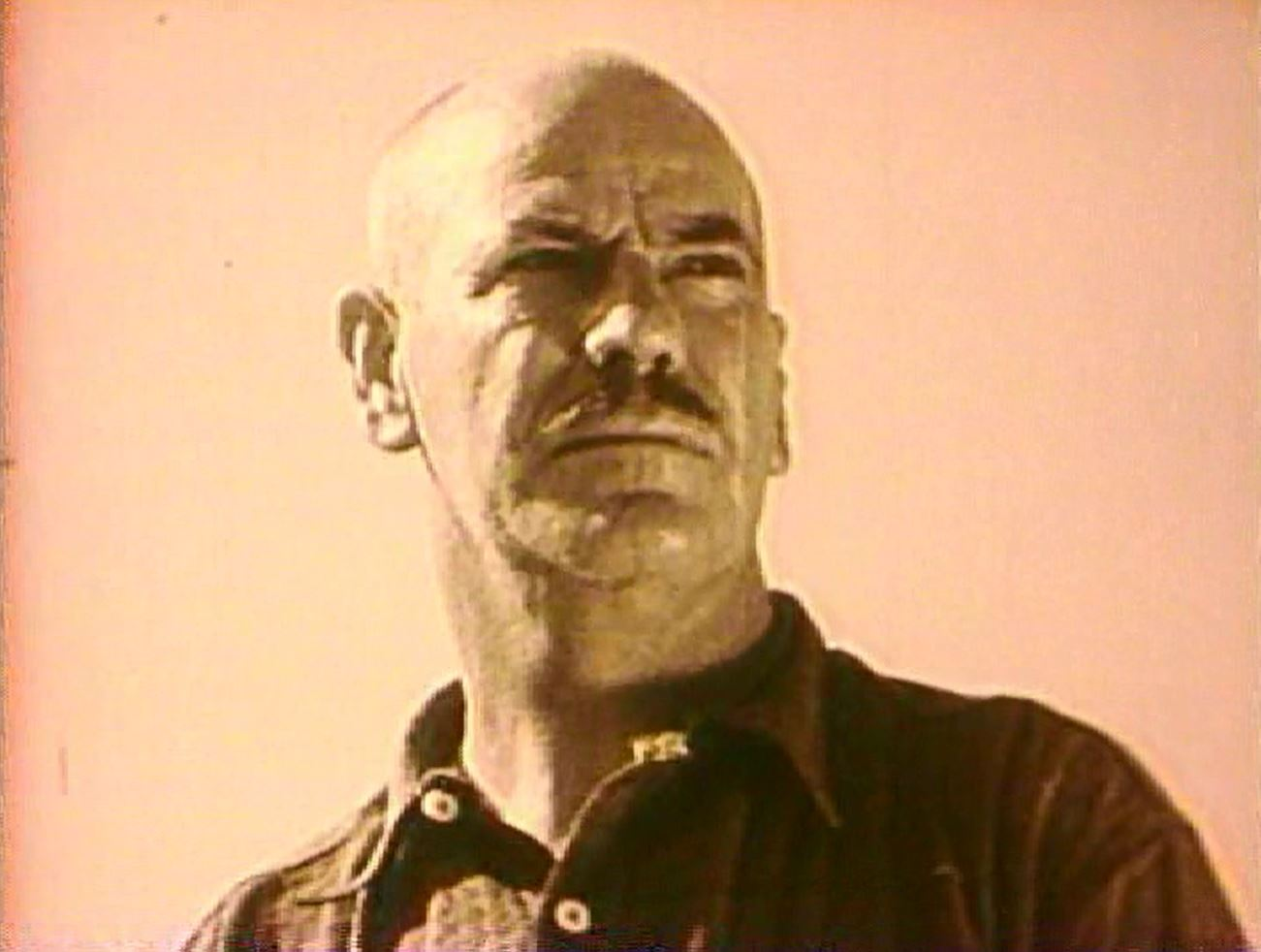
J. P. McGowan dans Arizona Days (1928)

### Comme acteur
- 1910 : The Lad from Old Ireland de Sidney Olcott : Election agent
- 1910 : Seth's Temptation de Sidney Olcott
- 1911 : Tangled Lives de Sidney Olcott
- 1911 : La Forteresse roulante ou l'Attaque du train 62 (The Railroad Raiders of '62) de Sidney Olcott
- 1911 : Special Messenger de Sidney Olcott
- 1911 : Rory O'Mores de Sidney Olcott et Robert G. Vignola : Commander of the English troops
- 1911 : The Colleen Bawn : Hardress Cregan
- 1911 : Arrah-Na-Pogue : Irish Secretary of State
- 1912 : His Mother
- 1912 : Far from Erin's Isle de Sidney Olcott
- 1912 : Captain Rivera's Reward
- 1912 : Victim of Circumstances
- 1912 : The Belle of New Orleans
- 1912 : The Fighting Dervishes of the Desert de Sidney Olcott
- 1912 : Captured by Bedouins de Sidney Olcott : Lieutenant
- 1912 : Une tragédie du désert (Tragedy of the Desert) de Sidney Olcott
- 1912 : Winning a Widow de Sidney Olcott
- 1912 : Jim Bludso : Jim Bludso
- 1912 : The Poacher's Pardon de Sidney Olcott
- 1912 : De la crèche à la croix (From the Manger to the Cross) de Sidney Olcott : André
- 1912 : The Kerry Gow de Sidney Olcott
- 1912 : The Mayor from Ireland
- 1912 : Ireland, the Oppressed
- 1912 : The Shaughraun
- 1913 : The Wives of Jamestown
- 1913 : The Eighth Notch
- 1913 : Gilt Edge Stocks
- 1914 : The County Seat War
- 1914 : Under Desperation's Spur
- 1914 : A Man's Soul
- 1914 : Kaintucky Bill
- 1914 : The Identification
- 1914 : The Operator at Black Rock
- 1914 : The Oil Well Conspiracy
- 1914 : Grouch, the Engineer
- 1914 : The Lost Mail Sack
- 1914 : From Peril to Peril
- 1914 : The Demon of the Rails
- 1914 : The Hazards of Helen
- 1914 : His Nemesis
- 1915 : The Mettle of Jerry McGuire
- 1915 : A Desperate Leap : Undetermined Role
- 1915 : The Girl and the Game : Spike
- 1916 : Whispering Smith : Whispering Smith
- 1916 : Medicine Bend : Whispering Smith
- 1917 : The Railroad Raiders
- 1917 : The Lost Express
- 1920 : Elmo the Fearless
- 1920 : The Vanishing Dagger
- 1920 : King of the Circus
- 1921 : A Crook's Romance
- 1921 : Cold Steel : Steele Weir
- 1921 : Do or Die : Captain Alvarez / Satan
- 1921 : Discontented Wives : John Gaylord
- 1921 : The Ruse of the Rattler : The Rattlesnake
- 1922 : Reckless Chances : Terry Nolan
- 1922 : Hills of Missing Men : The Dragon
- 1923 : One Million in Jewels : Burke
- 1923 : Stormy Seas : Captain Morgan
- 1924 : Crossed Trails : 'Pepper' Baldwin / Bandy Dawson
- 1924 : The Whipping Boss : Livingston
- 1925 : Outwitted : Tiger McGuire
- 1925 : Border Intrigue : Tough Tidings
- 1925 : Barriers of the Law : Steve Redding
- 1925 : Duped : 'Hard Rock' Ralston
- 1925 : Makers of Men : Sergeant Banks
- 1925 : Crack o' Dawn : Earle Thorpe Sr
- 1925 : The Fear Fighter : James Curtis
- 1926 : Danger Quest : Colonel Spiffy
- 1926 : The Patent Leather Pug : James Curtis
- 1926 : Senor Daredevil : Jesse Wilks
- 1926 : Moran of the Mounted : Sergeant Churchill
- 1926 : Red Blood : Eagle Custer
- 1927 : Whispering Smith Rides
- 1927 : Red Signals : Jim Twyler
- 1927 : The Lost Limited : Thomas Webber
- 1927 : The Royal American : Captain Burke
- 1927 : Arizona Nights : Jeff Decker
- 1927 : The Red Raiders : Captain Ortwell
- 1927 : Gun Gospel : Bill Brogan
- 1927 : The Slaver : 'Iron' Larsen
- 1928 : The Wilderness Patrol
- 1928 : Lightnin' Shot
- 1928 : Dugan of the Dugouts : Capitaine von Brinken
- 1928 : Devil's Tower : George Stilwell
- 1928 : Silent Trail
- 1928 : The Code of the Scarlet : Blake
- 1928 : Arizona Days (en)  : Ed Hicks
- 1928 : Devil Dogs : Captain Standing
- 1928 : On the Divide
- 1928 : The Chinatown Mystery
- 1928 : The Black Ace (en)
- 1928 : West of Santa Fe
- 1928 : Manhattan Cowboy : Retrieves stolen jacket
- 1928 : The Old Code : Raoul de Valle
- 1928 : Two Outlaws : Abner Whitcomb
- 1928 : Ships of the Night : Motilla
- 1928 : Law of the Mounted
- 1928 : Texas Tommy
- 1929 : Golden Bridle
- 1929 : Below the Deadline : Taggart
- 1929 : The Clean-Up : Frank Lawrence
- 1929 : Headin' Westward : Sneezer Clark
- 1929 : The Lawless Legion : Matson
- 1929 : Bad Men's Money
- 1929 : Plunging Hoofs : Jim Wales
- 1929 : An Oklahoma Cowboy
- 1929 : Wyoming Tornado
- 1929 : The Last Round-Up : Hash
- 1929 : Law of the Plains : Seagrue
- 1929 : The Fighting Terror
- 1929 : The Phantom Rider : Mr. Darling
- 1929 : The Invaders
- 1929 : The Cowboy and the Outlaw : Pepper Hardcastle
- 1929 : Señor Americano : Maddox
- 1929 : Pioneers of the West : Tom Dorgan
- 1929 : The Oklahoma Kid : Gang Leader Petty
- 1929 : The Lone Horseman : The Swindler
- 1929 : 'Neath Western Skies : Dugan
- 1929 : A Texas Cowboy : Brute Kettle
- 1930 : O'Malley Rides Alone : Angus McGregor
- 1930 : Breezy Bill : shérif
- 1930 : Covered Wagon Trails : King Kincaid
- 1930 : The Canyon of Missing Men : Slug Sagel
- 1931 : Son of the Plains : Dan Farrell
- 1931 : Quick Trigger Lee : Brings note / Director
- 1932 : Lawless Valley (en) : Big Mike Carter, aka El Lobo, aka Texas Rand
- 1933 : Somewhere in Arizona
- 1933 : When a Man Rides Alone : Hiram Jones
- 1933 : Deadwood Pass : C.J. Simon (The Chief)
- 1933 : Frères dans la mort (Somewhere in Sonora) : Monte Black
- 1933 : I Love That Man : Police Chief
- 1934 : No More Women (en) : Captain of The Hawk
- 1934 : The Red Rider : Scotty McKee (chap 1, 15)
- 1934 : Fighting Hero : Morales
- 1934 : Have a Heart de David Butler : détective
- 1934 : Wagon Wheels (en) de Charles Barton : Couch
- 1934 : Marie Galante de Henry King : Foreman
- 1934 : Le Témoin imprévu (Evelyn Prentice) de William K. Howard : dét. Mack Clark
- 1934 : When Lightning Strikes de Burton L. King et Harry Revier
- 1935 : The Silent Code : Commissioner
- 1935 : Rustlers of Red Dog : Capt. Trent [Chs. 3-4]
- 1935 : The Outlaw Tamer (en) : shérif Jim Porter
- 1935 : Mississippi (Mississippi) : Dealer
- 1935 : Les Misérables : Javert's Plainclothesman
- 1935 : The Call of the Savage : Freighter Captain
- 1935 : Je veux être une lady (Goin' to Town) : Cowboy
- 1935 : Whispering Smith Speaks : Caboose passenger
- 1935 : Border Brigands : insp. Winston, RCMP
- 1935 : The Outlaw Deputy (en) d'Otto Brower : Boulder Creek Sheriff
- 1935 : Calm Yourself : détective Flanagan
- 1935 : Diamond Jim d'A. Edward Sutherland : Engineer
- 1935 : This Is the Life de Marshall Neilan : Clochard
- 1935 : Bar 20 Rides Again (en) de Howard Bretherton : Buck Peters
- 1935 : East of Java
- 1936 : Lucky Fugitives
- 1936 : Silver Spurs (en) de Ray Taylor : Webb Allison
- 1936 : Je n'ai pas tué Lincoln (The Prisoner of Shark Island) : Ship's Captain
- 1936 : Robin des Bois d'El Dorado (The Robin Hood of El Dorado) : Danglong
- 1936 : Moonlight Murder : Medical guard
- 1936 : Le Petit Lord Fauntleroy (Little Lord Fauntleroy) : Man at Church
- 1936 : Secret Patrol : Gang Leader Barstow, the blacksmith
- 1936 : Guns and Guitars de Joseph Kane : Morgan
- 1936 : Bulldog Edition : Radio Listener
- 1936 : Ride 'Em Cowboy : Jim Howard
- 1936 : The Three Mesquiteers : Brack Canfield
- 1936 : Fury and the Woman : Anderson
- 1936 : Le Doigt qui accuse (The Accusing Finger) : Inner Guard-Prison Yard
- 1936 : Stampede : Matt Stevens
- 1936 : Sinner Take All : Murphy
- 1937 : L'Incendie de Chicago (In Old Chicago) de Henry King : Saloon Manager
- 1937 : Jungle Jim : Ship Captain J.S. Robinson [Ch.1]
- 1937 : Borderland (en) de Nate Watt : El Rio sheriff
- 1937 : Hit the Saddle de Mack V. Wright : Rance McGowan
- 1937 : Le Dernier Négrier (Slave Ship) : Helmsman
- 1937 : She Had to Eat : Inspecteur de Police
- 1937 : Crime au Far West (en) (Empty Holsters) de B. Reeves Eason : U.S. Marshal Billy O'Neill
- 1937 : Westbound Limited : Freight Engineer
- 1937 : Rough Riding Rhythm (en)  : Pete Hobart
- 1937 : Roaring Six Guns : shérif
- 1937 : Heart of the Rockies (en) de Joseph Kane : Ed Dawson (head of Dawson clan)
- 1937 : Prairie Thunder : colonel Stanton
- 1938 : Les Flibustiers (The Buccaneer) de Cecil B. DeMille : Jailer
- 1938 : A Trip to Paris
- 1938 : Kennedy's Castle
- 1938 : Le Proscrit (Kidnapped) d'Otto Preminger : Clansman
- 1938 : Hunted Men : Cop
- 1938 : Bill Hickok le sauvage (The Great Adventures of Wild Bill Hickok) : Scudder - Trail Leader
- 1938 : Flaming Frontiers (en) : Bartender
- 1938 : Dick Tracy Returns (en) : Kruger, a foreign agent [Chs. 12-13]
- 1939 : La Chevauchée fantastique (Stagecoach) de John Ford
- 1939 : Calling All Marines
- 1951 : The Lady and the Bandit : Old Man

### Comme réalisateur
- 1911 : A Prisoner of Mexico
- 1913 : Brought to Bay
- 1913 : A Fight to a Finish
- 1913 : The Smuggler
- 1913 : Birds of Prey
- 1913 : The Battle at Fort Laramie
- 1914 : The Pay Train
- 1914 : Explosive 'D'
- 1914 : The County Seat War
- 1914 : A Million in Jewels
- 1914 : The Refrigerator Car's Captive
- 1914 : The Flaw in the Alibi
- 1914 : Kaintucky Bill
- 1914 : A String of Pearls
- 1914 : The Express Messenger
- 1914 : The Identification
- 1914 : The Operator at Black Rock
- 1914 : Near Death's Door
- 1914 : The Car of Death
- 1914 : The Oil Well Conspiracy
- 1914 : Grouch, the Engineer
- 1914 : The Lost Mail Sack
- 1914 : From Peril to Peril
- 1914 : The Demon of the Rails
- 1914 : His Nemesis
- 1915 : The Voice in the Fog
- 1915 : La Dupe (Blackbirds)
- 1915 : The Yellow Star
- 1915 : A Fight to a Finish
- 1915 : The Mettle of Jerry McGuire
- 1915 : A Desperate Leap
- 1915 : When Rogues Fall Out
- 1915 : The Girl and the Game
- 1916 : The Lass of the Lumberlands
- 1916 : Whispering Smith
- 1916 : Medicine Bend
- 1916 : Judith of the Cumberlands
- 1916 : The Diamond Runners
- 1916 : The Manager of the B & A
- 1917 : The Railroad Raiders
- 1917 : The Lost Express
- 1918 : Lure of the Circus
- 1919 : The Red Glove
- 1919 : The Missing Bullet
- 1920 : Elmo the Fearless
- 1920 : King of the Circus
- 1921 : Tiger True
- 1921 : A Crook's Romance
- 1921 : Do or Die
- 1921 : Discontented Wives
- 1921 : Below the Deadline
- 1921 : The Ruse of the Rattler
- 1922 : Perils of the Yukon
- 1922 : Reckless Chances
- 1922 : Hills of Missing Men
- 1922 : Captain Kidd
- 1923 : One Million in Jewels
- 1923 : Stormy Seas
- 1924 : A Desperate Adventure
- 1924 : Two Fisted Tenderfoot
- 1924 : Baffled
- 1924 : Crossed Trails
- 1924 : The Whipping Boss
- 1924 : Western Vengeance
- 1924 : Calibre 45
- 1924 : Courage
- 1925 : Outwitted
- 1925 : The Gambling Fool
- 1925 : Border Intrigue
- 1925 : Barriers of the Law
- 1925 : Duped
- 1925 : Dangerous Odds de William J. Craft
- 1925 : The Fighting Sheriff
- 1925 : Blood and Steel
- 1925 : Cold Nerve
- 1925 : Webs of Steel
- 1925 : Peggy of the Secret Service
- 1925 : The Train Wreckers
- 1926 : The Lost Trail
- 1926 : The Iron Fist
- 1926 : Silver Fingers
- 1926 : Desperate Chance
- 1926 : Unseen Enemies
- 1926 : The Fast Freight (en)
- 1926 : Buried Gold
- 1926 : Mistaken Orders
- 1926 : The Road Agent
- 1926 : Cyclone Bob
- 1926 : The Ace of Clubs
- 1926 : Riding Romance
- 1926 : The Lost Express
- 1926 : Red Blood
- 1926 : Ambushed
- 1926 : Crossed Signals
- 1926 : The Texas Terror
- 1926 : Perils of the Rail
- 1926 : Fighting Luck
- 1926 : The Open Switch
- 1927 : Tarzan and the Golden Lion
- 1927 : When a Dog Loves
- 1927 : Red Signals
- 1927 : Thunderbolt's Tracks
- 1927 : The Lost Limited
- 1927 : The Outlaw Dog
- 1927 : Aflame in the Sky
- 1928 : The Wilderness Patrol
- 1928 : Lightnin' Shot
- 1928 : Painted Trail (en)
- 1928 : Trailin' Back
- 1928 : Trail Riders
- 1928 : Devil's Tower
- 1928 : Silent Trail
- 1928 : Mystery Valley
- 1928 : Arizona Days
- 1928 : On the Divide
- 1928 : The Chinatown Mystery
- 1928 : West of Santa Fe
- 1928 : Manhattan Cowboy
- 1928 : Law of the Mounted
- 1928 : Texas Tommy
- 1929 : Below the Deadline
- 1929 : Headin' Westward
- 1929 : Bad Men's Money
- 1929 : An Oklahoma Cowboy
- 1929 : Captain Cowboy
- 1929 : Wyoming Tornado
- 1929 : The Last Round-Up
- 1929 : Law of the Plains
- 1929 : The Man from Nevada
- 1929 : The Fighting Terror
- 1929 : Riders of the Storm
- 1929 : The Phantom Rider
- 1929 : Riders of the Rio Grande (en)
- 1929 : The Invaders
- 1929 : The Cowboy and the Outlaw
- 1929 : Pioneers of the West
- 1929 : The Oklahoma Kid (en)
- 1929 : The Lone Horseman
- 1929 : Code of the West (en)
- 1929 : 'Neath Western Skies
- 1929 : A Texas Cowboy
- 1930 : O'Malley Rides Alone
- 1930 : The Parting of the Trails
- 1930 : Breezy Bill
- 1930 : Covered Wagon Trails
- 1930 : Call of the Desert
- 1930 : The Man from Nowhere
- 1930 : Hunted Men
- 1930 : The Canyon of Missing Men
- 1930 : Near the Rainbow's End
- 1930 : The Oklahoma Sheriff
- 1930 : Canyon Hawks
- 1930 : Beyond the Law
- 1930 : Code of Honor
- 1930 : Under Texas Skies (en)
- 1931 : Riders of the North (en)
- 1931 : So This Is Arizona
- 1931 : Headin' for Trouble
- 1931 : The Cyclone Kid
- 1931 : Shotgun Pass
- 1931 : Quick Trigger Lee
- 1932 : Human Targets
- 1932 : Mark of the Spur
- 1932 : Tangled Fortunes
- 1932 : The Scarlet Brand (en)
- 1932 :  Lawless Valley (en)
- 1932 : The Hurricane Express
- 1933 : When a Man Rides Alone
- 1933 : Drum Taps
- 1933 : Deadwood Pass
- 1933 : War of the Range
- 1935 : The Lone Bandit
- 1935 : The Outlaw Tamer
- 1937 : Rough Riding Rhythm (en)
- 1937 : Roaring Six Guns
- 1938 : Where the West Begins

### Comme scénariste
- 1911 : The Flash in the Night de Kenean Buel
- 1914 : His Nemesis
- 1915 : The Girl and the Game
- 1917 : The Lost Express
- 1922 : Hills of Missing Men
- 1923 : One Million in Jewels
- 1925 : Outwitted
- 1925 : The Gambling Fool
- 1928 : Trailin' Back
- 1928 : Dugan of the Dugouts
- 1928 : Trail Riders
- 1928 : Devil's Tower
- 1928 : Mystery Valley
- 1929 : Bad Men's Money
- 1929 : Captain Cowboy
- 1929 : Pioneers of the West
- 1932 : The Hurricane Express
- 1936 : Secret Patrol
- 1937 : What Price Vengeance?

### Comme producteur
- 1926 : Ambushed
- 1926 : Perils of the Rail
- 1926 : Fighting Luck
- 1929 : The Man from Nevada
- 1929 : The Fighting Terror
- 1929 : The Phantom Rider
- 1929 : Riders of the Rio Grande (en)
- 1929 : Pioneers of the West
- 1929 : The Oklahoma Kid (en)
- 1929 : 'Neath Western Skies
- 1929 : A Texas Cowboy
- 1930 : The Parting of the Trails